# Yannick Bodin
Yannick Bodin (Dinan, Costas de Armor, 8 de agosto de 1942-8 de octubre de 2023) fue un político francés.

## Biografía
Profesor de secundaria, fue concejal de Melun (Seine-et-Marne) entre 1983 y 1989 y después de Dammarie-lès-Lys (Sena y Marne) de 1989 a 2001. Consejero regional de Isla de Francia de 1986 a 2004, y después vicepresidente de esta asamblea, entre 1998 y 2004, fue responsable de los institutos y de la vida escolar. En ese capítulo, se destacó por la gratuidad de los libros de texto en los liceos de Isla de Francia. Fue elegido senador por Sena y Marne el 26 de septiembre de 2004. Fue en esta etapa senatorial, secretario de la comisión de asuntos culturales, vicepresidente de la delegación de los Derechos de la mujer y de la comisión de igualdad entre hombres y mujeres, y secretario del grupo socialista del Senado. No se presentó a las elecciones de 2011.